# Mérignac
Mérignac er en stor fransk provinsby. Den er beliggende i departementet Gironde.